# Закружці
Закру́жці — село в Україні, у Ізяславській міській громаді Шепетівського району Хмельницької області. Населення становить 160 осіб.

## Географія
Село Закружці розташоване у південній частині Ізяславської міської громади, за 20 км (автошляхом Т 1804) на південний захід від центру громади міста Ізяслав, та за 107 км (автошляхами Н03, Н25 та Н02) на північ — північний захід від обласного центру Хмельницький.

## Населення
| Роки            | 1906 | 2001  | 2010  | 2011  |
| --------------- | ---- | ----- | ----- | ----- |
| Населення, осіб | 350  | ▼ 184 | ▼ 166 | ▼ 160 |

### Мова
Розподіл населення за рідною мовою за даними перепису 2001 року:
| Мова       | Кількість | Відсоток |
| ---------- | --------- | -------- |
| українська | 184       | 100%     |

## Історія
У 1906 році село Михнівської волості Ізяславського повіту Волинської губернії. Відстань від повітового міста 15 верст, від волості 5. Дворів 59, мешканців 350.
Протягом 1907–1917 років село у складі Заславського ключа Заславського майорату князів Санґушків.
7 (20) листопада 1917 року, відповідно до Третього Універсалу Української Центральної Ради, увійшло до складу Української Народної Республіки.
9 січня 2019 року громада УПЦ МП приєдналася до Української Помісної Церкви.
12 червня 2020 року, відповідно до розпорядження Кабінету Міністрів України № 727-р «Про визначення адміністративних центрів та затвердження територій територіальних громад Хмельницької області», увійшло до складу Ізяславської міської територіальної громади.
19 липня 2020 року, в результаті адміністративно-територіальної реформи та ліквідації Ізяславського району, село увійшло до складу новоутвореного Шепетівського району